# واژه‌نامه موسیقی هاروارد
واژه‌نامهٔ موسیقی هاروارد (به انگلیسی: The Harvard Dictionary of Music) یک کتاب مرجع استاندارد در زمینهٔ موسیقی است که توسط انتشارات دانشگاه هاروارد منتشر می‌شود.
اولین ویرایش کتاب در ۱۹۴۴ منتشر شد و ویراستار آن ویلی آپل بود. ویرایش دوم، که توسط ویلی آپل ویراستاری شده بود، در ۱۹۶۹ منتشر شد. در سال ۱۹۸۶ عنوان کتاب به واژه‌نامهٔ جدید موسیقی هاروارد تغییر یافت و پوشش آن برای مفاهیم مرتبط با موسیقی قرن بیستم و موسیقی غیرغربی گسترش یافت، و برای اولین بار اطلاعاتی دربارهٔ موسیقی جاز و پاپ به آن افزوده شد. ویراستار این نسخه دان مایکل رندل بود. رندل ویراستار نسخهٔ چهارم (که در سال ۲۰۰۳ منتشر شد) نیز بود. در این نسخه نام کتاب به نام اولیه (واژه‌نامهٔ موسیقی هاروارد) برگردانده شد.
برخلاف برخی دیگر از کتاب‌های مرجعِ موسیقی، واژه‌نامهٔ موسیقی هاروارد هیچ مدخلی برای زندگی‌نامهٔ افراد ندارد.